# The Buddhist
The Buddhist —del inglés El budista— es un videojuego de 2012 en formato de máquina de arcade de los años '80. Se presentó por primera vez en el show de invierno de la conferencia Interactive Telecommunications Program (ITP) con sede en la Universidad de Nueva York.
A diferencia de los videojuegos convencionales, con narrativas lineales y una jugabilidad con objetivos bien definidos, The Buddhist insta al jugador a descubrir la meta del juego. Incluso durante su primera exhibición durante la ITP, la cocreadora Bona Kim se negó a explicar el sistema de juego, aunque si afirmó que el objetivo es concientizar al público de su «mentalidad de constante búsqueda de metas» y demostrar que no es necesario lograr una meta fija para disfrutar de la experiencia interactiva del videojuego. Su influencia mayor, los preceptos básicos del budismo, se ven reflejados en el personaje principal, un monje budista, y en la incapacidad del usuario de manipularlo —si el jugador se vuelve ansioso y presiona insistentemente los botones para lograr alguna acción, el juego terminará con un aviso de game over—. Este sistema pretende lograr que el usuario tome conciencia del tiempo presente y que este «disfrute plenamente del momento que vive», adhiriendo al principio de la religión de no apegarse al pasado y no esperar con ansiedad el futuro.
El sitio web en línea Venturebeat.com lo comparó con otros videojuegos como Journey o The Unfinished Swan por su trama y jugabilidad poco común.